# Свято Великодня (монета)
«Свя́то Велико́дня» — пам'ятна монета номіналом 5 гривень, випущена Національним банком України, присвячена найбільшому святу християнської релігії — Великодню, яке супроводжується всеношною, урочистими хресними ходами, церковними дзвонами та пісноспівами, «що славлять Ісуса Христа, який своїм воскресінням переміг смерть і відкрив таїнство вічного життя».
Монету введено в обіг 22 квітня 2003 року. Вона належить до серії «Обрядові свята України».

## Опис монети та характеристики
| Номінал грн. | Метал      | Маса, г | Діаметр, мм | Якість виготовлення | Гурт     | Тираж, штук |
| ------------ | ---------- | ------- | ----------- | ------------------- | -------- | ----------- |
| 5            | нейзильбер | 16,54   | 35,0        | звичайна            | рифлений | 50 000      |

### Аверс
На аверсі монети зображено композицію з семи писанок, прикрашених орнаментами різних регіонів України, у середині якої розміщено малий Державний Герб України, а над ним рік карбування монети — «2003»; в оточенні стилізованого орнаменту з верби розміщено написи: «УКРАЇНА», «5 ГРИВЕНЬ», та логотип Монетного двору Національного банку України.

### Реверс

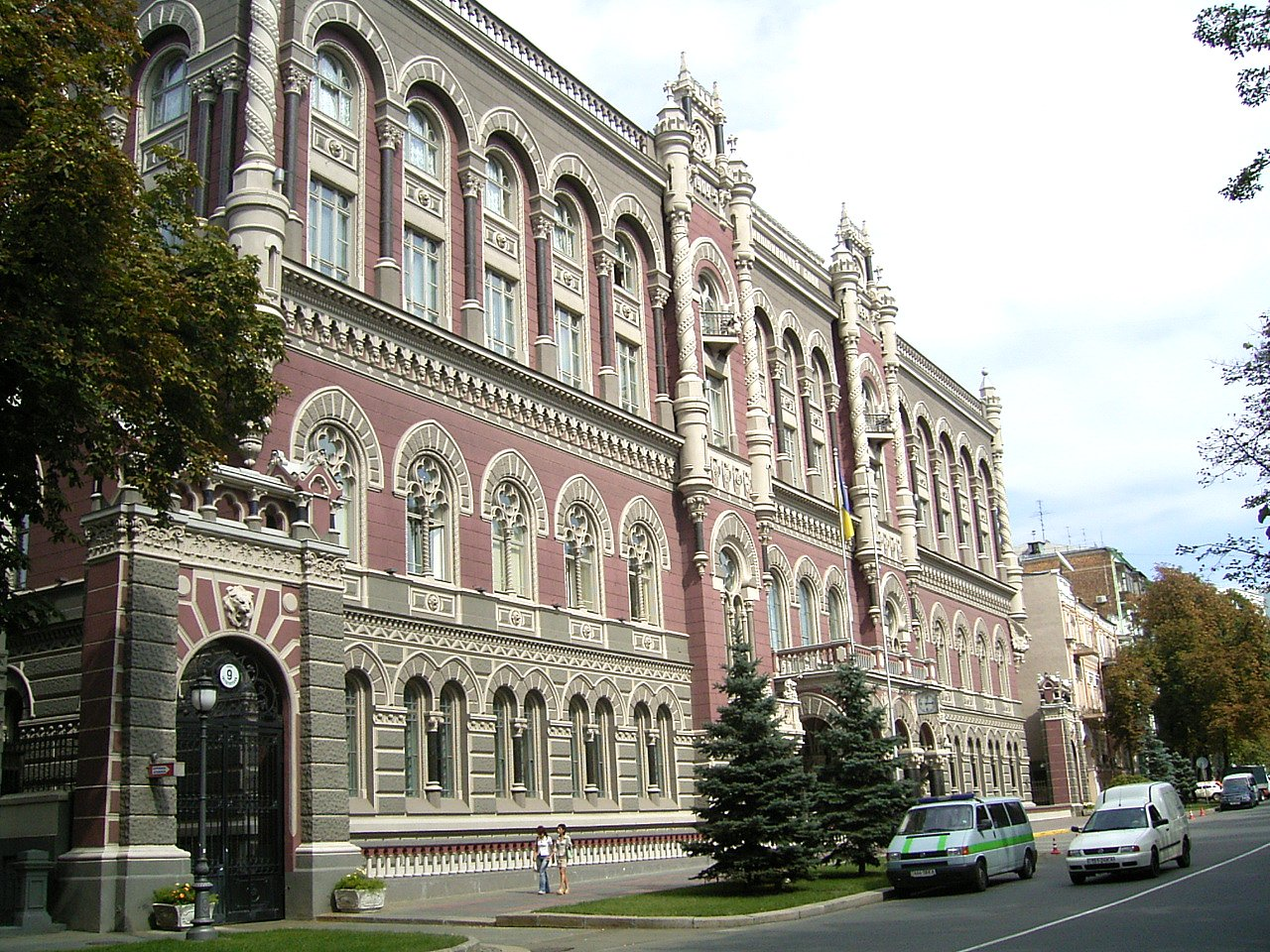
Будівля Національного банку України

На реверсі монети зображено багатофігурну композицію (урочистий вихід з церкви з плащаницею, хрестами, хоругвами та свічками на чолі з священиком) з традиційним святковим обрядом освячення, над якою розміщено напис: «ВЕЛИКДЕНЬ».

## Автори
- Художник — Кочубей Микола.
- Скульптор — Чайковський Роман.

## Вартість монети
Ціну монети — 5 гривень встановив Національний банк України у період реалізації монети через його філії в 2003 році.
Фактична приблизна вартість монети з роками змінювалася так:
| Рік        | 2010 | 2011 | 2012 | 2013 | 2014 | 2015 | 2016 | 2017 | 2018 | 2019 | 2020 | 2021 | 2022 | 2023 | 2024 | 2025 |
| ---------- | ---- | ---- | ---- | ---- | ---- | ---- | ---- | ---- | ---- | ---- | ---- | ---- | ---- | ---- | ---- | ---- |
| Ціна, грн. | 165  | 175  | 200  | 200  | 220  | 250  | 300  | 330  | 340  | 320  | 320  | 320  | 360  | 780  | 870  | 740  |